# 中西亜結
中西 亜結（なかにし あゆ、1993年8月24日 - ）は、かつてはグレース所属のアイドル。兵庫県出身。

## 人物
- 現役女子高生アイドル。学業と芸能活動を両立させている。
- アニメ銀魂を好む。趣味はダンス、ネイルアート。特技はバスケットボール。
- 学業専念のため2010年10月24日休業に入り、ブログは2011年4月14日で途絶えた。

## 経歴
- 2010年3月、3人組ユニット｢Petit☆Veil(プチベール)｣での活動を開始｡3月28日初ライブ。メンバーは中西亜結､伊藤綾美､長谷川里紗。
- 2010年4月、「関西タレントナビ」ブログ開設。5月初旬、ブログランキング9位にランクイン。5/21に8位、6/1に7位にランクアップ。

## 出演

### ライブ
- 2010年5月4日(火･祝)「『Jump！vol.3』in　日本橋platz」 Petit☆Veil(プチベール)　会場:日本橋plaz
- 2010年4月10日(土)　｢B.U.G -bring up girls vol.15｣　Petit☆Veil(プチベール)　会場:club　vijon
- 2010年3月28日(日)　｢ナニワで？！ライブ☆カフェ　vol.34｣　Petit☆Veil(プチベール)　会場:club MERCURY